# 硅藻壶菌科
硅藻壶菌科（学名：Ectrogellaceae）是霜霉目下的一个科。

## 下属分类
本科包括以下属：
- 硅藻壶菌属 Ectrogella Zopf, 1884
- Eurychasma Magnus, 1905
- Eurychasmidium Sparrow, 1936
- 多管壶菌属 Pleotrachelus Zopf, 1884